# Le canssôn dla piòla
Le canssôn dla piola è il primo album discografico del cantante italiano Roberto Balocco, pubblicato nel 1965 dall'etichetta discografica Fonit Cetra.

## Il disco
In questo disco Roberto Balocco presenta una "sua" Torino, che non è quella di tutti. È la città degli "individui" che bevendo, cantando, ubriacandosi talvolta riescono a sfuggire al "deserto rosso". O perlomeno ci provano.

## Le canzoni

### L'sunadur
Ecco: arriva il suonatore, quello che "con la maniglia del piano" fa l'artista. E invita le ragazze a stare di buon umore, fin che c'è la buona stagione. D'inverno, invece, il discorso cambia: per il "suonatore" è periodo di congiuntura.

### O Maria ausste 'n pè
Tutte le notti lui arriva a casa ubriaco e chiede alla moglie un caffè ristoratore: Ma la donna adirata glielo nega. L'uomo allora cerca delle attenuanti enumerando le tentazioni che nascono in "piola".

### Buffalo Bill
È arrivato il Gran Circo Americano del Colonnello Cody. Rosa si è innamorata di un cowboy e ha deciso di abbandonare il marito per seguire l'americano. Al marito abbandonato però, lascia un biglietto da cento lire, nuovo fiammante, col quale costui si consola, prendendo un adeguato numero di sbronze.

### La vejassa
È un'antica canzone piemontese di estrazione borghese. Una vecchia un po' malconcia vuole sposare il più "galante" del paese, ma il prete la scaccia sdegnosamente.

### La mônegheta
È una dolce canzone che narra la dolorosa storia di una fanciulla che ha preso i voti contro la sua volontà. Ora rimpiange la sorella, che "tutte le sere fa all'amore".

### Le fije 'd Bevilacqua
Ballata tragicomica. Le figlie del signor Bevilacqua, lavoratrici di filanda, sono insidiate e sedotte dal padrone. I loro fratelli vendicano l'onore della famiglia. Un uomo sottoterra, un ragazzo in prigione, l'altro fuggito in Francia e una madre che piange. Tutto questo perché le ragazze si lasciarono allettare dai vestiti di pura lana.

### La bonne d'hotel
La cameriera è molto maliziosa: guarda dal buco della serratura gli sposini ed al loro risveglio chiede se hanno riposato serenamente. La sua compiacenza e la sua grazia sono sempre premiate con delle buone mance.

### Quand jera giôvô - J'era 'l dì 'd Pasqua - Vôria basè Pinota
Sono tre canzoni tipicamente "piolistiche". Nella prima si narra il declassamento di una ragazza allegra troppo invecchiata; nella seconda, lo stupore di un povero diavolo che vede la sua donna fra le braccia di un altro; nella terza a stornello, alcune disavventure coniugali.

### Mi e me amis Luis
Un uomo abbandonato dalla moglie ed il suo amico vagano per Torino in cerca di ragazze. Finalmente, all'angolo di una via, egli incontra la ex-moglie che svolge una inequivocabile professione. Che fare, se non la pace e adottare l'arte di arrangiarsi?

### Cichina la stiroira
Questa canzone di A. Gay è una ballata a doppio senso, ma la "grosserie" è sempre condotta con gusto e spirito. È la storia di una stiratrice compiacente e di un padre che, invece, non lo è affatto.

### L'canarin
Il "Canarino" è l'informatore della polizia. Qui, un "canarino", è finito in mano ai nazifascisti: otterrebbe la libertà purché fosse disposto a denunciare alcuni partigiani. Ma, lui, il cui mestiere è pure quello di fare la spia, preferisce morire, piuttosto che "aprire il becco" a favore dell'invasore.

### A côla quaia
È la storia di una "passeggiatrice" di Via Cernaia che in una sera fredda e triste trova finalmente il suo "uomo", illudendosi così di creare un suo "focolare domestico".

### Bruta vigliaca
Questa "ballata" rievoca, con libertà romanzesca, un famoso episodio partigiano, avvenuto a Torino, in borgo S.Paolo.

### Speul nen meuire n'drinta al Po
Il Po è un fiume buono: non accetta suicidi. Questa è la storia di Neto Paracchi, pluritradito, il quale vanamente cerca di morire nel fiume. C'è sempre qualcuno che lo salva suo malgrado.

## Musicisti
- Roberto Balocco - chitarra

## Tracce
LATO A
1. L'sunadur (Canzone popolare - elaborazione di Roberto Balocco)
2. O Maria ausste 'n pè (Canzone popolare - elaborazione di Roberto Balocco)
3. Buffalo Bill (Canzone popolare - elaborazione di Roberto Balocco)
4. La vejassa (Canzone popolare - elaborazione di Roberto Balocco)
5. La mônegheta (Canzone popolare - elaborazione di Roberto Balocco)
6. Le fije 'd Bevilacqua (Canzone popolare - elaborazione di Roberto Balocco)
7. La bonne d'hotel (Canzone popolare - elaborazione di Roberto Balocco)
8. Quand jera giôvô - J'era 'l dì 'd Pasqua - Vôria basè Pinota (potpourri di canzoni popolari - elaborazione di Roberto Balocco)

LATO B
1. Mi e me amis Luis (Roberto Balocco)
2. Cichina la stiroira (A. Gay)
3. L' canarin (Piero Novelli- Roberto Balocco)
4. A côla quaia (Piero Novelli - Roberto Balocco)
5. Bruta vigliaca (Piero Novelli - Roberto Balocco)
6. Speul nen meuire n'drinta al Po (Piero Novelli - Roberto Balocco)

## Crediti
- Organizzazione teatrale di Aldo Landi